# Élections générales sud-africaines de 1966
Les élections générales sud-africaines du 30 mars 1966 ont été marquées par la 5e victoire consécutive du parti national dirigée pour la seconde fois par le premier ministre Hendrik Verwoerd. 
À la suite d'une réforme électorale adoptée en 1965, la chambre de l'assemblée du parlement comprend dorénavant 166 membres, tous élus par les blancs d'Afrique du Sud auxquels s'ajoutent 4 députés élus par les populations coloureds de la province du Cap.

## Mode de scrutin
En application du South Africa Act modifié et de la nouvelle loi constitutionnelle de 1961, seuls les blancs d'Afrique du Sud émargent sur les listes électorales. Le mandat des 4 députés représentant les électeurs coloureds a été prolongé et ne sont pas soumis à réélection en 1966 (Separate Representation of Voters Amendment Act). 

Le mode de scrutin, appliqué depuis la formation de l'Union de l'Afrique du Sud en 1910, reste celui du scrutin uninominal majoritaire à un tour par circonscriptions. 
La chambre de l'assemblée du parlement comprend 166 élus auxquels s'ajoutent les 4 représentants des circonscriptions  coloureds élus en 1961 (et non soumis à réélection en 1966).
| Provinces        | province du Cap | Natal | Etat libre d'Orange | Transvaal | Sud-Ouest africain | Total |
| ---------------- | --------------- | ----- | ------------------- | --------- | ------------------ | ----- |
| Nombre de sièges | 54              | 18    | 15                  | 73        | 6                  | 166   |

## Forces politiques en présence à la fin de la13elégislature
Le Parti national est au pouvoir depuis les élections de 1948. Il est dirigé par Hendrik Verwoerd, notoirement considéré comme le grand architecte de l'apartheid mais aussi vu à l'époque comme le fondateur de la république. 
Son opposition parlementaire est scindée en 2 groupes avec d'un côté le parti uni (UP), qui a absorbé le parti de l'union nationale, et de l'autre côté le parti progressiste.  
| Province                                   | parti national | parti uni | Progressistes | Indépendants | Total |
| ------------------------------------------ | -------------- | --------- | ------------- | ------------ | ----- |
| Province du Cap                            | 34             | 18        | –             | –            | 52    |
| Natal                                      | 3              | 13        | –             | –            | 16    |
| État libre d'Orange                        | 14             | –         | –             | –            | 14    |
| Sud-Ouest Africain                         | 6              | –         | –             | –            | 6     |
| Transvaal                                  | 49             | 18        | 1             | –            | 68    |
| Total                                      | 106            | 49        | 1             | –            | 156   |
| Province du Cap (Circonscription coloured) | –              | –         | –             | 4            | 4     |
| Total                                      | 106            | 49        | 1             | 4            | 160   |

## Contexte électoral
En 1966, l'Afrique du Sud est à l'apogée de l'Apartheid et du nationalisme afrikaner. C'est aussi un pays en pleine croissance économique. Néanmoins, il connait de fortes contestations sur la scène internationale notamment de la part des anciens pays colonisés (Ghana, Nigeria). L'opposition extra-parlementaire telle que le congrès national africain, dont les principaux dirigeants ont été condamnés à la prison à perpétuité lors du procès de Rivonia, survit en exil ou dans clandestinité. C'est pourquoi, dans ce contexte, le parti national mène une campagne axée sur la sécurité des blancs et la promesse d'un gouvernement fort et déterminé à les protéger, notamment en réalisant leur unité et en poursuivant l'apartheid. 
L'opposition parlementaire, divisée entre conservateurs et réformistes, reste affaiblie.

## Résultats
Sur les 166 sièges réservés au vote des blancs, le Parti National obtient 126 sièges contre 39 sièges au Parti Uni et 1 siège au parti progressiste, celui d'Helen Suzman, réélue dans la circonscription de Houghton dans la banlieue de Johannesburg. 
356 candidats se sont présentés dont 154 pour le parti national, 141 pour le parti uni, 26 pour le parti progressiste et 2 en tant que candidats indépendants. Trente-trois candidats se sont présentés sous l'étiquette de nouvelles formations de la droite conservatrice (22 sous l’étiquette républicaine, 10 pour le Front et 1 pour le parti national conservateur).  
Le taux de participation a été de 68,5 %. Dix-huit candidats ont été automatiquement élu n'ayant pas eu à affronter d'adversaires dans leurs circonscriptions. Sur ces 18 candidats, 17 étaient issus du parti national et un seul du parti uni. Si le parti national s'est acharné à sortir de son laager électoral constitué par l'électorat afrikaner, il n'obtient que 16 % des voix de la population blanche anglophone qui reste majoritairement fidèle au parti uni.  
| Province                                   | parti national | parti uni | parti progressiste | Indépendants | Total |
| ------------------------------------------ | -------------- | --------- | ------------------ | ------------ | ----- |
| Province du Cap                            | 38             | 16        | -                  | -            | 54    |
| Natal                                      | 5              | 13        | -                  | -            | 18    |
| État libre d'Orange                        | 15             | -         | -                  | -            | 15    |
| Sud-Ouest Africain                         | 6              | -         | -                  | -            | 6     |
| Transvaal                                  | 62             | 10        | 1                  | -            | 73    |
| Total (électorat blanc)                    | 126            | 39        | 1                  | -            | 166   |
| Province du Cap (Circonscription coloured) | -              | -         | -                  | 4            | 4     |
| Total                                      | 126            | 39        | 1                  | 4            | 170   |